# 大橋哲朗
大橋 哲朗（おおはし てつろう、1998年11月21日 - ）は、日本のプロボクサー。兵庫県姫路市出身。元WBOアジアパシフィックスーパーフライ級王者。真正ボクシングジム所属。

## 来歴

### スーパーフライ級
2017年6月24日、プロデビュー戦は4回TKO勝ち。
2018年12月23日、西軍スーパーフライ級新人王として東軍代表若木忍と対戦して、4回3-0(40-36、40-36、40-36)判定勝ちで全日本新人王を獲得した。

### バンタム級
2020年12月19日、大阪府立体育会館第二競技場で久高寛之とバンタム級8回戦を行い、8回1-2（75-76×2、76-75）の判定負けを喫した。
2021年12月19日、住吉区民センターでWBOアジアパシフィックバンタム級王者の西田凌佑と対戦し、12回0-3（109-119、110-118、112-116）判定負けを喫した。

### スーパーフライ級復帰
2024年4月6日、後楽園ホールにて行われた「WHO’S NEXT DYNAMIC GLOVE on U-NEXT」のWBOアジアパシフィックスーパーフライ級王者の中川健太と対戦し、10回2分48秒TKO勝ちを収め王座を獲得した。
2024年8月13日、後楽園ホールでWBOアジアパシフィックスーパーフライ級6位の川浦龍生と対戦し、11回2分5秒TKO負けを喫し初防衛に失敗、王座から陥落した。

### バンタム級復帰
現在日本ランキング3位

## エピソード
穴口一輝とは親友だった。

## 獲得タイトル
- 全日本スーパーフライ級新人王
- WBOアジアパシフィックスーパーフライ級王座(防衛0)

## 戦績
- プロボクシング - 16戦 12勝（3KO）3敗 1分